# Campionati europei di corsa in montagna
I campionati europei di corsa in montagna (nome ufficiale in inglese European Mountain Running Championships) sono una competizione di corsa in montagna organizzata dalla European Athletic Association.

## Storia
Questa competizione, col nome di European Mountain Running Championship, è stata introdotta nel 1994 e ufficializzata dalla World Mountain Running Association a partire dal 1995. L'evento si è tenuto annualmente fino al 2001 sotto il nome di European Mountain Running Trophy; a partire dal 2002 la European Athletic Association ha introdotto ufficialmente nel suo calendario delle competizioni i campionati europei di corsa in montagna e la competizione ha assunto il nome attuale.
Fino al 2006 questa competizione era riservata alla categoria seniores maschili e femminili, mentre a partire dal 2007 compreso si corre anche suddividendo gli under 20, sia al maschile che al femminile.

## Categorie
La manifestazione ha cadenza annuale e prevede gare suddivise in quattro categorie: 
- Seniores maschile
- Seniores femminile
- Under 20 maschile, abbreviato U20M
- Under 20 femminile, abbreviato U20W

Per ognuna di queste categorie viene pure attribuito il titolo europeo a squadre. Le categorie under 20 femminile (U20W) e maschile (U20M) vennero introdotte nel 2007.

## Percorsi
Negli anni dispari vengono proposti percorsi di sola salita "uphill", mentre negli anni pari percorsi ad anello, i cosiddetti "up and downhill" (salita e discesa).

## Edizioni
| Edizione | Anno | Città                 | Nazione     | Data      |
| -------- | ---- | --------------------- | ----------- | --------- |
| 1        | 1995 | Valleraugue           | Francia     | 15 luglio |
| 2        | 1996 | Llanberis             | Regno Unito | 13 luglio |
| 3        | 1997 | Ebensee               | Austria     | 6 luglio  |
| 4        | 1998 | Sestriere             | Italia      | 15 luglio |
| 5        | 1999 | Bad Kleinkirchheim    | Austria     | 4 luglio  |
| 6        | 2000 | Międzygórze           | Polonia     | 2 luglio  |
| 7        | 2001 | Cerklje na Gorenjskem | Slovenia    | 1 luglio  |
| 8        | 2002 | Câmara de Lobos       | Portogallo  | 7 luglio  |
| 9        | 2003 | Trento                | Italia      | 6 luglio  |
| 10       | 2004 | Korbielów             | Polonia     | 4 luglio  |
| 11       | 2005 | Heligenblut           | Austria     | 10 luglio |
| 12       | 2006 | Malé Svatoňovice      | Rep. Ceca   | 9 luglio  |
| 13       | 2007 | Cauterets             | Francia     | 8 luglio  |
| 14       | 2008 | Zell am Harmersbach   | Germania    | 12 luglio |
| 15       | 2009 | Telfes im Stubai      | Austria     | 12 luglio |
| 16       | 2010 | Sapareva Banja        | Bulgaria    | 4 luglio  |
| 17       | 2011 | Bursa-Uludag          | Turchia     | 9 luglio  |
| 18       | 2012 | Pamukkale             | Turchia     | 7 luglio  |
| 19       | 2013 | Borovec               | Bulgaria    | 6 luglio  |
| 20       | 2014 | Gap                   | Francia     | 12 luglio |
| 21       | 2015 | Porto Moniz           | Portogallo  | 4 luglio  |
| 22       | 2016 | Arco                  | Italia      | 2 luglio  |
| 23       | 2017 | Kamnik                | Slovenia    | 8 luglio  |
| 24       | 2018 | Skopje                | Macedonia   | 1º luglio |
| 25       | 2019 | Zermatt               | Svizzera    | 7 luglio  |

## Vincitori

### Maschile e femminile
| Edizione | Anno | Individuale maschile  | Squadre maschile | Individuale femminile | Squadre femminile |
| -------- | ---- | --------------------- | ---------------- | --------------------- | ----------------- |
| 1        | 1995 | Helmut Schmuck        | Italia           | Eroica Spiess         | Svizzera          |
| 2        | 1996 | Jaime de Jesus Mendes | Francia          | Isabelle Guillot      | Italia            |
| 3        | 1997 | Helmut Schmuck        | Italia           | Eroica Spiess         | Svizzera          |
| 4        | 1998 | Antonio Molinari      | Italia           | Rosita Rota Gelpi     | Italia            |
| 5        | 1999 | Antonio Molinari      | Italia           | Izabela Zatorska      | Francia           |
| 6        | 2000 | Massimo Galliano      | Italia           | Izabela Zatorska      | Italia            |
| 7        | 2001 | Antonio Molinari      | Italia           | Svetlana Demidenko    | Francia           |
| 8        | 2002 | Alexis Gex-Fabry      | Italia           | Svetlana Demidenko    | Italia            |
| 9        | 2003 | Marco Gaiardo         | Italia           | Catherine Lallemand   | Italia            |
| 10       | 2004 | Marco De Gasperi      | Italia           | Anna Pichrtová        | Italia            |
| 11       | 2005 | Florian Heinzle       | Italia           | Andrea Mayr           | Regno Unito       |
| 12       | 2006 | Marco Gaiardo         | Italia           | Anna Pichrtová        | Italia            |
| 13       | 2007 | Ahmet Arslan          | Italia           | Anita Evertsen        | Svizzera          |
| 14       | 2008 | Ahmet Arslan          | Italia           | Elisa Desco           | Regno Unito       |
| 15       | 2009 | Ahmet Arslan          | Italia           | Martina Strähl        | Italia            |
| 16       | 2010 | Ahmet Arslan          | Italia           | Marie Laure Dumergues | Italia            |
| 17       | 2011 | Ahmet Arslan          | Italia           | Martina Strähl        | Italia            |
| 18       | 2012 | Ahmet Arslan          | Italia           | Monika Fürholz        | Regno Unito       |
| 19       | 2013 | Bernard Dematteis     | Italia           | Andrea Mayr           | Italia            |
| 20       | 2014 | Bernard Dematteis     | Italia           | Andrea Mayr           | Italia            |
| 21       | 2015 | Johan Bugge           | Italia           | Andrea Mayr           | Regno Unito       |
| 22       | 2016 | Martin Dematteis      | Italia           | Emily Collinge        | Italia            |
| 23       | 2017 | Xavier Chevrier       | Francia          | Maude Mathys          | Regno Unito       |
| 24       | 2018 | Bernard Dematteis     | Italia           | Maude Mathys          | Francia           |
| 25       | 2019 | Jacob Adkin           | Regno Unito      | Maude Mathys          | Italia            |

### U20M e U20W
Gli europei U20M ed U20W si sono svolti per la prima volta nel 2007.
| Edizione | Anno | Individuale U20M      | Squadre U20M | Individuale U20W   | Squadre U20W |
| -------- | ---- | --------------------- | ------------ | ------------------ | ------------ |
| 13       | 2007 | Mehmet Akkoyun        | Turchia      | Lucija Krkoc       | Regno Unito  |
| 14       | 2008 | Hasan Pak             | Turchia      | Maria Bykova       | Russia       |
| 15       | 2009 | Yusuf Alici           | Italia       | Derya Altintas     | Turchia      |
| 16       | 2010 | Huseyin Pak           | Turchia      | Denisa Dragomir    | Turchia      |
| 17       | 2011 | Nuri Komur            | Turchia      | Denisa Dragomir    | Turchia      |
| 18       | 2012 | Ahmet Ozrek           | Turchia      | Anabel Mason       | Turchia      |
| 19       | 2013 | Ramazan Karagoz       | Turchia      | Melanie Albrecht   | Russia       |
| 20       | 2014 | Dominik Sadlo         | Italia       | Georgia Malir      | Turchia      |
| 21       | 2015 | Stian Overgaad Aarvik | Turchia      | Sarah Kistner      | Germania     |
| 22       | 2016 | Ferhat Bozkurt        | Turchia      | Michaela Stranska  | Regno Unito  |
| 23       | 2017 | Gabriel Bularda       | Italia       | Lisa Oed           | Regno Unito  |
| 24       | 2018 | Gabriel Bularda       | Regno Unito  | Angela Mattevi     | Italia       |
| 25       | 2019 | Joseph Dugdale        | Regno Unito  | Barbora Havlickova | Italia       |

## Medagliere
In questo medagliere, aggiornato al 2019, sono prese in considerazione tutte le medaglie vinte individualmente e a squadre.
La tabella è preordinata secondo l`ordine alfabetico, ma è possibile ordinare i dati secondo qualunque colonna, come ad esempio il numero totale di medaglie d'oro o il numero totale di medaglie complessive. Per ordinare secondo numero di medaglie d'oro, numero di medaglie d'argento, numero di medaglie di bronzo (come fatto in via ufficiosa dal CIO e dalla maggior parte delle emittenti televisive) occorre ordinare prima la colonna dei bronzi, poi degli argenti, poi degli ori (cliccando due volte perché il primo click del mouse ordina in maniera crescente).
| Atleta                    | Oro | Argento | Bronzo | Totale |
| ------------------------- | --- | ------- | ------ | ------ |
| Austria                   | 7   | 9       | 6      | 22     |
| Bulgaria                  | 0   | 0       | 1      | 1      |
| Belgio                    | 1   | 1       | 2      | 4      |
| Rep. Ceca                 | 5   | 11      | 8      | 24     |
| Francia                   | 7   | 16      | 23     | 46     |
| Germania                  | 4   | 7       | 4      | 15     |
| Italia                    | 56  | 36      | 33     | 124    |
| Norvegia                  | 3   | 3       | 2      | 8      |
| Polonia                   | 2   | 0       | 0      | 2      |
| Gran Bretagna Inghilterra | 16  | 22      | 22     | 60     |
| Portogallo                | 1   | 1       | 2      | 4      |
| Romania                   | 4   | 3       | 5      | 12     |
| Russia                    | 5   | 5       | 7      | 17     |
| Scozia                    | 0   | 3       | 0      | 3      |
| Spagna                    | 0   | 0       | 1      | 1      |
| Slovacchia                | 0   | 2       | 1      | 3      |
| Slovenia                  | 1   | 2       | 4      | 7      |
| Svizzera                  | 12  | 6       | 9      | 27     |
| Turchia                   | 28  | 24      | 21     | 73     |